# Dan Segal
Daniel Segal (1947) é um matemático britânico.
É atualmente professor de matemática da Universidade de Oxford. É especializado em álgebra e teoria dos grupos.
Estudou na Peterhouse, antes do obter em 1972 um doutorado na Universidade Queen Mary de Londres.
É atualmente membro do All Souls College, Oxford, onde é sub-diretor.